# D31 (hunebed)
Hunebed D31 ligt ten zuiden van de Dalakkersweg in het Hunzebos tussen de dorpen Exloo en Valthe in de Nederlandse provincie Drenthe.

## Bouw
Het hunebed wordt toegeschreven aan de trechterbekercultuur.

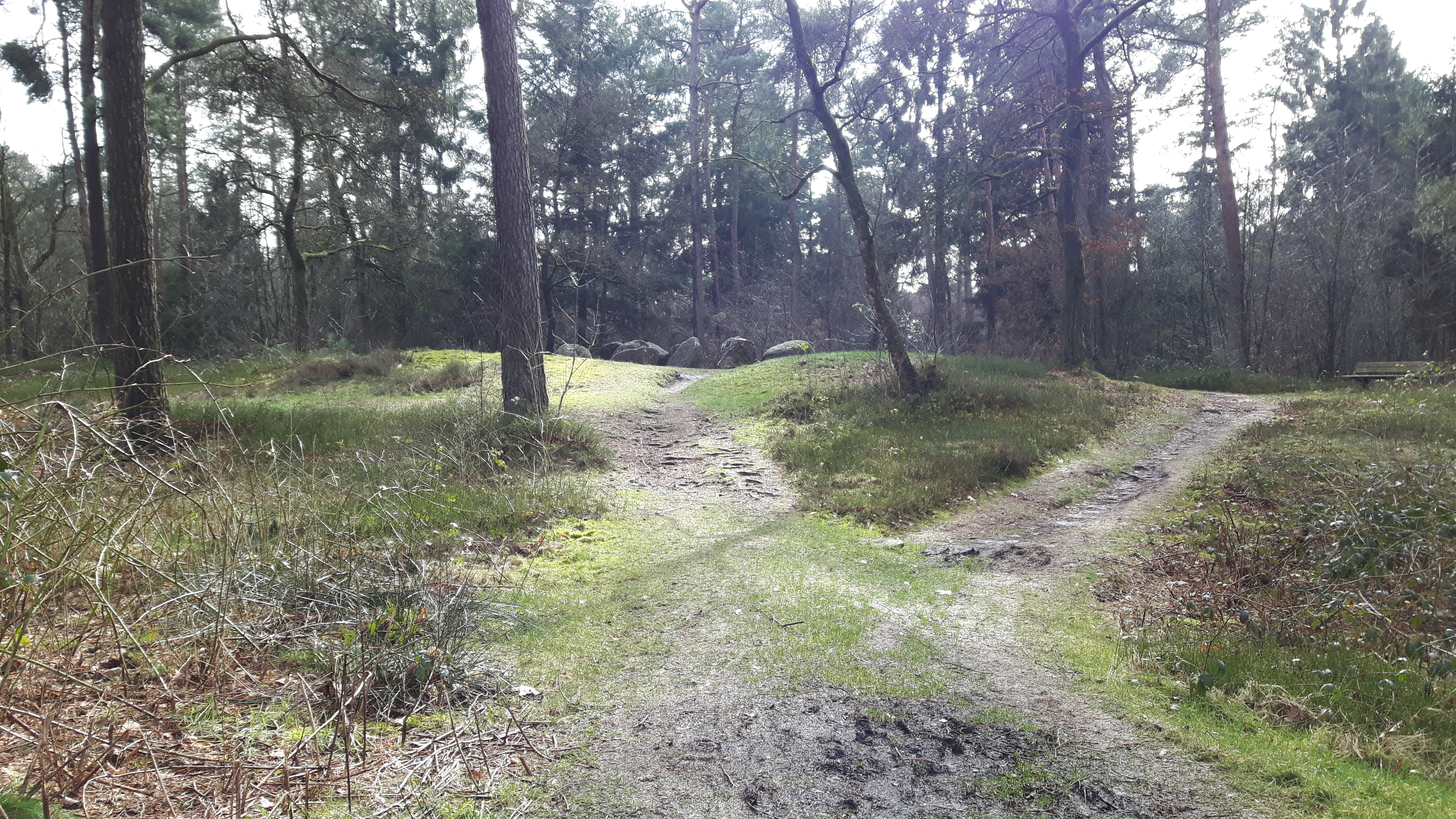
D31 ligt op een heuvel

In feite gaat het hier om de restanten van een hunebed. Van de vijf dekstenen is er nog slechts een bewaard gebleven en die rust niet meer op de draagstenen, waarvan er nog zes over zijn. De beide sluitstenen zijn er nog wel. Ook is de aanzet van de dekheuvel te herkennen. Het hunebed is oost-west georiënteerd.
Het hunebed is 7,0 meter lang en 3,3 meter breed.
In de omgeving ligt een grafheuvel uit de Wikkeldraadcultuur.
De oudste handelsroute van Drenthe loopt langs D31, D33, D34, D35 en de grafheuvel Eppiesbargie. De Valtherzandweg vormt nog een deel van deze prehistorische route.

## Geschiedenis
Johan Picardt dacht dat de celtic fields in de omgeving van dit hunebed resten waren van Hunsow. Het hunebed wordt in 1818 vermeld door R. Boelke. Het hunebed is rond 1820 opgegraven en in 1822 lagen de vijf dekstenen nog op hun plek. In 1847 is dit hunebed de provincie Drenthe gekocht van de markegenoten van Exloo.
Van Giffen beschrijft dit hunebed als "in treurigen staat en onherkenbaar vernield". Tijdens het onderzoek door Van Giffen, in 1918, lag het hunebed er nog net zo bij als tijdens het bezoek van Lukis en Dryden.
In 1952 wordt een restauratie uitgevoerd en in 1965 wordt de plek van de ontbrekende poortdraagstenen en twee draagstenen bepaald bij een onderzoek.

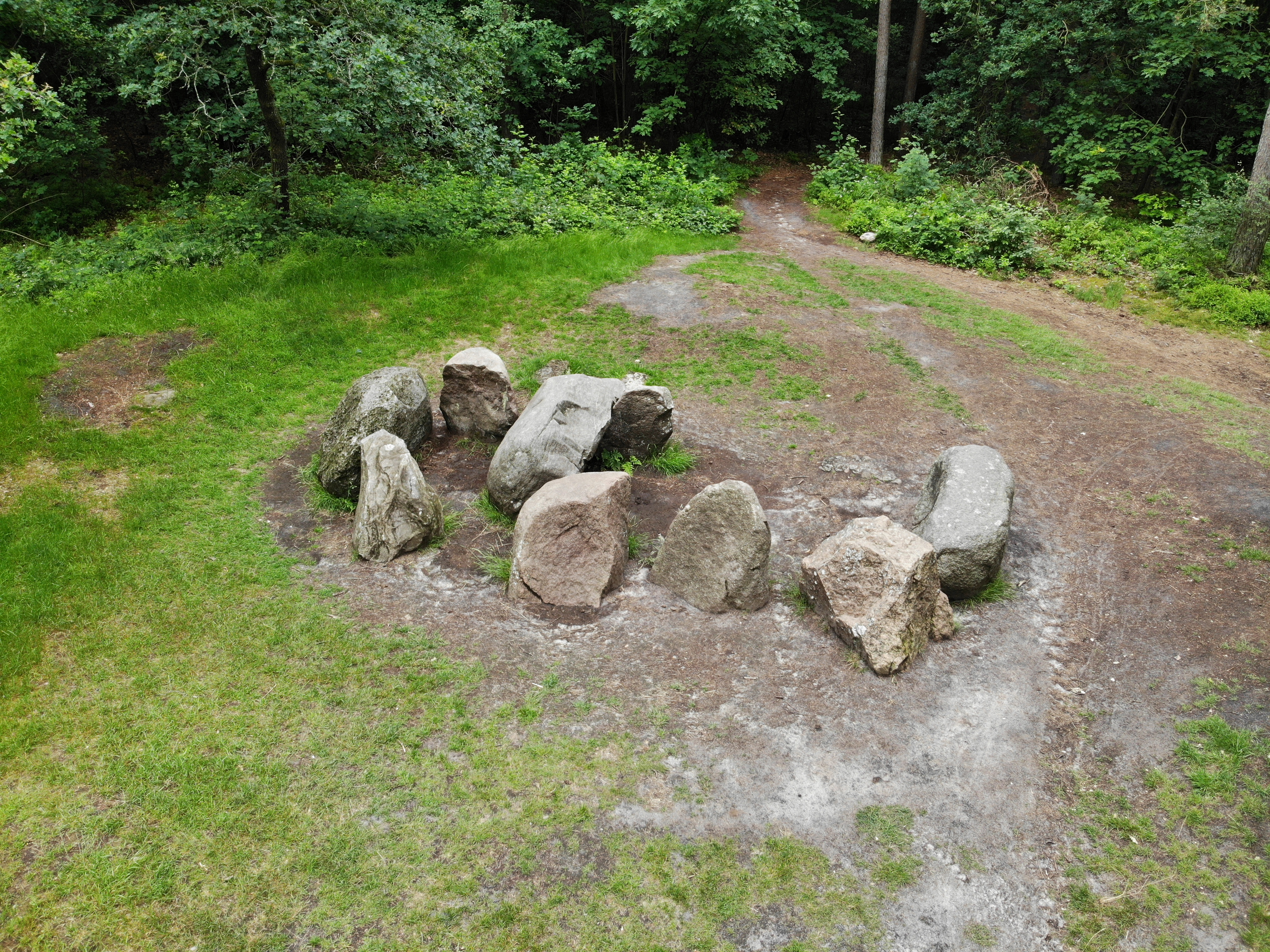
De plek van de ontbrekende draagstenen is duidelijk zichtbaar

Er is verder weinig bekend, er is nooit wetenschappelijk onderzoek uitgevoerd

## Society of Antiquaries[6]
In Engeland ontstond in de jaren zeventig van de 19e eeuw bezorgdheid over de wijze waarop in Nederland hunebedden werden gerestaureerd. In die kringen was men vooral bezorgd dat met de restauraties het oorspronkelijk beeld van de situatie verloren zou gaan. De directeur van de Society of Antiquaries in Londen verzocht de oudheidkundigen William Collings Lukis en sir Henry Dryden om de staat waarin de hunebedden zich op dat moment bevonden nauwkeurig vast te leggen. Zij bezochten in juli 1878 Drenthe en brachten veertig hunebedden op de Hondsrug in kaart. Ze hebben opmetingen verricht en beschreven de aangetroffen situatie, die zij tevens vastlegden in een serie aquarellen. Hun rapportage aan de Society of Antiquaries verscheen echter niet in druk. Hun materiaal werd bewaard bij de Society of Antiquaries, het Guernsey Museum & Art Gallery en het Drents Museum. Het Ashmolean Museum in Oxford bezit kopieën van hun werk. In 2015 publiceerde de Drentse archeoloog dr. Wijnand van der Sanden alsnog hun werk. Hij voorzag hun materiaal van een uitgebreide inleiding. Ook schetste hij de ontwikkelingen met betrekking tot het archeologisch onderzoek van de hunebedden na hun onderzoek tot 2015. Hij gaf als oordeel dat het werk van Lukis en Dryden van hoge kwaliteit was. In het Drents Museum was in 2015 een tentoonstelling over het werk.
Hunebed D31 is weergegeven op Plan XXVI. Lukis en Dryden bezochten het hunebed op 19 juli 1878.
Tijdens het bezoek van Lukis en Dryden was het hunebed al totaal verwoest. Alleen de sluitsteen en twee draagstenen stonden nog overeind, met daartussen de gekantelde deksteen. Vijf andere stenen (waarschijnlijk draagstenen) lagen in de omgeving verspreid. De dekheuvel lag op een natuurlijke heuvel en was circa 23 meter in doorsnede.